# BASIC 스탬프

베이직 스탬프 2 다이어그램

BASIC 스탬프(BASIC Stamp)는 ROM에 작은 특수 베이직 인터프리터(PBASIC)가 내장된 마이크로컨트롤러이다. 패러렐스에서 만들었으며 1990년대 초부터 전자제품 애호가들에게 인기가 많았다.

## 기술 사양
BASIC 스탬프 2는 24핀 DIP 칩 형태를 띠고 있지만, 사실은 마이크로프로세서 시스템의 필수 요소를 포함하는 작은 인쇄 회로 기판(PCB)이다.
- CPU, 베이직 인터프리터가 내장된 ROM 및 다양한 주변 장치를 포함하는 마이크로컨트롤러
- 2KB의 I²C EEPROM 메모리
- 세라믹 공진기 형태의 클록
- 전압 조정기
- 외부 입출력

그 결과 애호가는 9V 배터리를 BASIC 스탬프에 연결하여 완전한 시스템을 가질 수 있다. 개인용 컴퓨터와의 직렬 통신은 프로그래머가 소프트웨어를 BASIC 스탬프에 다운로드할 수 있게 하며, 이는 온보드 비휘발성 메모리 장치에 저장된다. 즉, 스탬프의 전원이 제거되어도 지워지거나 다시 프로그래밍될 때까지 프로그램이 유지된다. 전원이 다시 연결되면 스탬프는 즉시 슬롯 0(0~7번 중 0번)의 프로그램을 실행하기 시작한다.

## 프로그래밍
BASIC 스탬프는 베이직 언어의 변형인 PBASIC으로 프로그래밍된다. PBASIC은 PWM, 직렬 통신, I²C 및 1-Wire 통신, 일반 LCD 드라이버 회로와의 통신, 취미 서보 펄스 트레인, 유사 정현파 주파수, 아날로그 값을 감지하는 데 사용할 수 있는 RC 회로 타이밍 기능 등 일반적인 마이크로컨트롤러 기능을 통합한다.
Windows의 통합 개발 환경(IDE)인 '스탬프 에디터'에서 프로그램이 작성되면 통사론을 확인하고 토큰화하여 직렬/USB 미니-B 케이블을 통해 칩으로 전송되어 실행된다.

## 버전
현재 인터프리터는 네 가지 변형이 있다.

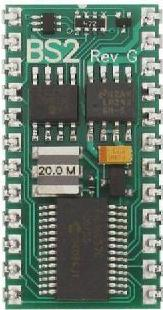
베이직 스탬프 2

1. (1992) BASIC 스탬프 1 (BS1)
2. (1995) BASIC 스탬프 2 (BS2), 여섯 가지 하위 변형:
  1. BS2e
  2. BS2sx
  3. BS2p24
  4. BS2p40
  5. BS2pe
  6. BS2px
3. (2002) 재블린 스탬프
4. (2006) 프로펠러\스핀 스탬프

BS2 하위 변형은 원래 BS2 모델에 비해 더 많은 메모리, 더 높은 실행 속도, 추가적인 특수 PBASIC 명령, 추가 I/O 핀 등을 특징으로 한다. BS1과 BS2는 PIC를 사용하는 반면, 나머지 BASIC 스탬프 2 변형은 패러렐스 SX 프로세서를 사용한다.
세 번째 변형은 재블린 스탬프이다. 이 모듈은 패러렐스의 PBASIC 대신 썬 마이크로시스템즈의 자바 프로그래밍 언어의 하위 집합을 사용한다. 네트워킹 기능은 포함하지 않는다.
네 번째 변형은 스핀 스탬프이다. 이 모듈은 패러렐스 프로펠러를 기반으로 하므로 PBASIC 대신 SPIN 프로그래밍 언어를 사용한다.
현재 여러 회사에서 더 빠른 실행, 아날로그-디지털 변환기 및 백그라운드에서 실행될 수 있는 하드웨어 기반 PWM과 같은 추가 기능을 갖춘 BASIC 스탬프 "클론"을 만들고 있다.
패러렐스 프로펠러는 BASIC 스탬프와 유사한 기능을 제공하는 소프트웨어 라이브러리를 점차 축적하고 있다. 그러나 어떤 PBASIC 기능에 현재 스핀에 해당하는 기능이 있는지에 대한 통일된 목록은 없다.

## 같이 보기
- 아두이노
- 패러렐스 BASIC 스탬프와 핀 호환되는 ARM 기반 PCB[깨진 링크(과거 내용 찾기)]
- ioBridge
- 메이크 컨트롤러 키트
- OOPic
- PICAXE